# ストイックガール 完全版
『ストイックガール 完全版』（-かんぜんばん）は、2009年10月24日公開の日本の映画。

## あらすじ
幼少期に両親を亡くした吾垣ランと吾垣ミラノ。姉のランは普通の女子高生に見えるが、実は・・・

## キャスト
- 吾垣ラン - みろ
- 吾垣ミラノ - 留川真帆
- 松平 - 柳沢超
- 銅座匡樹 - ギュウゾウ
- 段田人 - 庄田侑右
- 林 - 杉田健治
- アキラ - 奈之未夜
- 木之 - 吾磨壮奇
- コマンダーD - コマンド・ボリショイ
- 熊手、虎手 - 彪芽立
- 忍者影武士 - 亜未巻土
- ムエタイファイタージェス - 玖導成近
- テキサスX - 佳本周也
- 絵美里 - 春山香代子
- 瀧山田煉二郎 - 伏岡嘉則
- 表試合ファイター - 倉垣翼、米山香織、趙雲子龍、荻野拓也、日向あずみ、KAZUKI、蹴射斗、闘獣牙Leon
- 先生 - 岩城正明
- 丸井洋子 - 尾畑美依奈
- 神樹ルル - 木夏咲
- 丸井総一郎 - 崇岡白
- 花崎大 - 大村一隆
- 亜垣姉妹の伯父 - 和マスター
- いじめっ子 - 亜連
- ラン幼少期 - りお
- 大川先生 - 高橋しんじ
- 富樫 - 初海大

## スタッフ
- 企画・原作・脚本・監督：佳本周也
- プロデューサー：SASAKI
- アソシエイトプロデューサー：さかたまゆみ・川一
- 撮影：五味護
- 録音：長谷川勤
- ヘアメイク：小嶋健太
- スチール：MASH
- 衣装：日本芸能美術
- アクションコーディネーター：MIRO&MAHO
- アクション・助監督：奈之未夜
- キャスティング：熊木大輔
- 音楽プロデュース：RUKA
- テーマ曲 『STOIC GIRL』 作詞・作曲・アレンジ：DOGBOMB